# テトラフルオロホウ酸1-メチル-1-プロピルピロリジニウム
テトラフルオロホウ酸1-メチル-1-プロピルピロリジニウム（英: 1-Methyl-1-propylpyrrolidinium tetrafluoroborate、PMIM BF4）は、融点が100 °C未満のイオン液体である。融点が55 - 64 °Cであるため、イオン液体の条件は満たされている。

## 特性
テトラフルオロホウ酸1-メチル-1-プロピルピロリジニウムは、エタノールと混和する。また、テトラフルオロホウ酸1-メチル-1-プロピルピロリジニウムは、水の存在下でゆっくりと分解する。

## 用途
ヘキサフルオロリン酸1-メチル-1-プロピルピロリジニウムは、リチウムイオン二次電池に使用できる。